# الأندلس (الكويت)
الأندلس، منطقة من مناطق محافظة الفروانية في الكويت. سميت بهذا الاسم نسبة إلى مدينة الأندلس في إسبانيا. وتأسست المنطقة عام 1970.
أهم معالم المنطقة
1. جمعية الأندلس الرئيسية.
2. مجمع جمعية الأندلس.
3. صالة الخرينج للأفراح.
4. صالة الهيفي للأفراح.
5. حديقة الرقعي العامة، تقع بمنطقة الأندلس.
6. بيت التمويل الكويتي.
7. بنك الكويت الوطني.
8. البنك التجاري الكويتي.
9. مستوصف الأندلس الصحي.
10. مستشفى العلاج الطبيعي.
11. مستشفى الأمراض السارية.
12. والعديد من المساجد المنتشره بالمنطقة.
13. وكذلك العديد من رياض الأطفال، والمدارس الابتدائية والمتوسطة والثانوية.

وأيضاً مكان الخدمات في المنطقة الأندلس حيث انه ما يازال قيد الإنشاء، ويقع بالقرب من منطقة الرقعي، مقابل حديقة الرقعي العامة، والتي تقع في منطقة الأندلس.